# 施瓦察赫峰

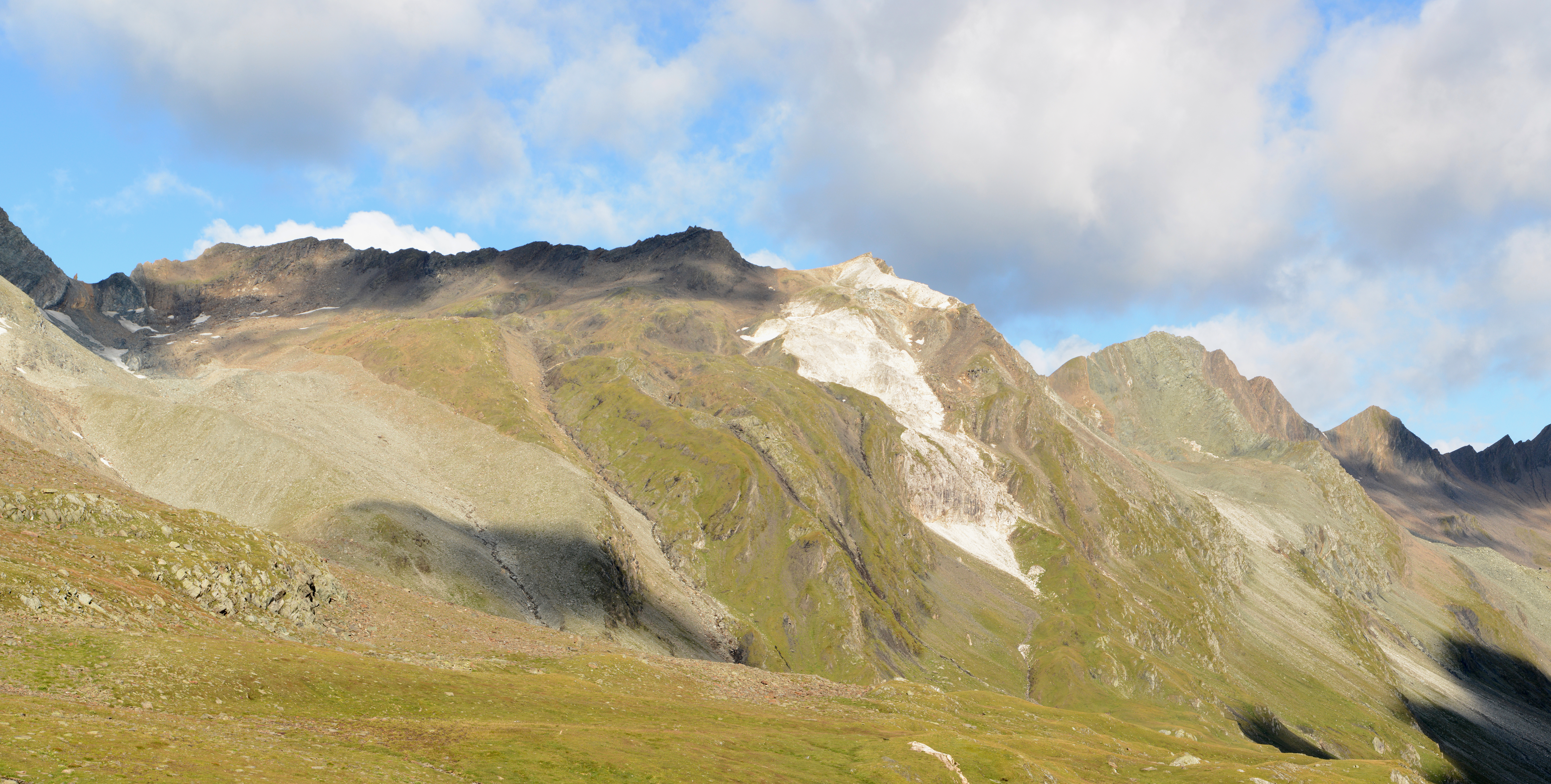

47°00′15″N 12°11′58″E / 47.004260°N 12.199550°E
施瓦察赫峰（德語：Schwarzachspitze），是奧地利的山峰，位於該國西部，由蒂羅爾州負責管轄，屬於維內迪傑山脈的一部分，處於德弗雷根谷地聖雅各布和大韋內迪格山麓普雷格拉滕接壤的邊界，海拔高度3,092米。